# Diócesis de Sylhet
La diócesis de Sylhet (en latín: Dioecesis Sylheten(sis), en inglés: Roman Catholic Diocese of Sylhet y en bengalí: সিলেট ধর্মপ্রদেশ) es una circunscripción eclesiástica latina de la Iglesia católica en Bangladés, sufragánea de la arquidiócesis de Daca. La diócesis tiene al obispo Shorot Francis Gomes como su ordinario desde el 12 de mayo de 2021. 

## Territorio y organización
La diócesis tiene 12 594 km² y extiende su jurisdicción sobre los fieles católicos de rito latino residentes en los distritos o zilas de Sylhet, Sunamganj, Habiganj y Maulvibazar en la división de Sylhet.
La sede de la diócesis se encuentra en la ciudad de Sylhet, pero la parroquia de la Divina Providencia de Maulvibazar sirve como procatedral provisoria de la diócesis.
En 2020 en la diócesis existían 7 parroquias.

## Historia
La diócesis fue erigida el 8 de julio de 2011 con la bula Missionali Ecclesiae del papa Benedicto XVI separando territorio de la arquidiócesis de Daca.

## Estadísticas
De acuerdo al Anuario Pontificio 2021 la diócesis tenía a fines de 2020 un total de 19 942 fieles bautizados.
| Año                                                                             | Población            | Población  | Población      | Sacerdotes | Sacerdotes    | Sacerdotes    | Bautizados por sacerdote | Diáconos permanentes | Religiosos | Religiosos | Parroquias |
| Año                                                                             | Bautizados católicos | Total      | % de católicos | Total      | Clero secular | Clero regular | Bautizados por sacerdote | Diáconos permanentes | Varones    | Mujeres    | Parroquias |
| ------------------------------------------------------------------------------- | -------------------- | ---------- | -------------- | ---------- | ------------- | ------------- | ------------------------ | -------------------- | ---------- | ---------- | ---------- |
| 2011                                                                            | 17 000               | 8 261 614  | 0.2            | 21         | 7             | 14            | 810                      |                      | 3          | 30         | 6          |
| 2012                                                                            | 16 286               | 10 000     | 0.2            | 18         | 5             | 13            | 904                      |                      | 13         | 31         | 7          |
| 2014                                                                            | 17 231               | 11 650 000 | 0.1            | 16         | 5             | 11            | 1076                     |                      | 13         | 33         | 7          |
| 2017                                                                            | 19 087               | 13 466 882 | 0.1            | 14         | 5             | 9             | 1363                     |                      | 12         | 35         | 7          |
| 2020                                                                            | 19 942               | 14 106 550 | 0.1            | 18         | 5             | 13            | 1107                     |                      | 16         | 42         | 7          |
| Fuente: Catholic-Hierarchy, que a su vez toma los datos del Anuario Pontificio. |                      |            |                |            |               |               |                          |                      |            |            |            |

## Episcopologio
- Bejoy Nicephorus D'Cruze, O.M.I. (8 de julio de 2011-30 de septiembre de 2020 nombrado arzobispo de Daca)
- Shorot Francis Gomes, desde el 12 de mayo de 2021